# Side Effects (2013)
Side Effects is een psychologische thriller uit 2013 van regisseur Steven Soderbergh.

## Plot
De depressieve Emily gebruikt het nieuwe medicijn Ablixa. Het lijkt goed te werken maar als bijwerking begint ze te slaapwandelen. Op een dag steekt ze haar man dood en weet er daarna niet meer van. De vraag rijst of de behandelend psychiater iets te verwijten valt. 

## Rolverdeling
- Jude Law als Dr. Jonathan Banks
- Rooney Mara als Emily Taylor
- Catherine Zeta-Jones als Dr. Victoria Siebert
- Channing Tatum als Martin Taylor
- Vinessa Shaw als Deirdre Banks
- Ann Dowd als Mrs. Taylor
- Polly Draper als Emily's baas
- David Costabile als Carl Millbank
- Mamie Gummer als Kayla Millbank
- Scott Shepherd as NYPD-agent